# برندون کوری
برندون کوری (به انگلیسی: Brandon Curry) (زاده ۱۹ اکتبر ۱۹۸۲) یک بدنساز حرفه ای آمریکایی است که در بخش سنگین‌وزن رقابت می‌کند. وی عنوان قهرمانی مستر المپیای سال ۲۰۱۹ را در اختیار گرفت.

## نتایج مسابقات مستر المپیا
۲۰۱۱ مستر المپیا ۸
۲۰۱۵ مستر المپیا ۱۶
۲۰۱۶ مستر المپیا ۱۶
۲۰۱۷ مستر المپیا ۸
۲۰۱۸ مستر المپیا ۵
۲۰۱۹ مستر المپیا ۱
۲۰۲۰ مستر المپیا ۲
۲۰۲۱ مستر المپیا ۲
۲۰۲۲ مستر المپیا ۴

## زندگی‌نامه

### اوایل زندگی
کوری در شهر نشویل، از ایالت تنسی در ایالات متحده آمریکا متولد و بزرگ شد. او ابتدا به وزنه‌برداری علاقه پیدا کرد چرا که برای هدیه تولد شش سالگی اش یک جفت دمبل- مارپیچ هالک هوگان دریافت کرد. وی در مصاحبه ای اظهار کرد که شخصیت‌های سینمایی ابرقهرمانی چون جی آی جو و راکی و رمبو برای او انگیزه ایجاد کرده تا بدنی عضلانی داشته باشد.
در کودکی والدین کوری او را در کلاس‌های ژیمناستیک ثبت نام کردند اما وی علاقه خود را به این ورزش از دست داد. کوری در حالی که دانش آموز دبیرستان جامع هانترز لین در نشویل بود به کشتی‌گیری، و فوتبال روی آورد.
کوری در دانشگاه ایالتی تنسی در مورفورسبورو، تنسی مشغول تحصیل در رشته تربیت بدنی شد. او ابتدا در تیم فوتبال دانشگاه بازی کرد اما بعداً این تیم را ترک کرد و تمرکز ورزشی خود را به تمرینات مربوط به بدن سازی تغییر داد. در کنار بدن سازی، کوری به عنوان یک مربی شخصی نیز فعالیت می‌کند. محل سکونت او اخیراً در دو شهر نشویل و اوسن ساید، کالیفرنیا بوده و بین این دو ایالت دررفت آمد است.

### زندگی شخصی
کوری متاهل است. او یک دختر و سه پسر دارند.